# Omar Odriozola
Omar Nicolás Odriozola (Paso de los Toros, 1897 - 1962), poeta, periodista, profesor y músico uruguayo.

## Biografía
Entre sus actividades docentes fue fundador del liceo de su ciudad.
Es especialmente recordado como letrista de la canción futbolística Uruguayos campeones, que se hizo famosa con la melodía del tango La brisa de Francisco Canaro.
Una calle del barrio montevideano de Villa Española lleva su nombre. También fue bautizado en su honor el estadio de su ciudad natal.